# Гвінн Сміт
Оуен Гвінн Сміт (англ. Owen Guinn Smith; нар. 2 травня 1920 — пом. 20 січня 2004) — американський легкоатлет, який спеціалізувався в стрибках з жердиною.

## Із життєпису
Олімпійський чемпіон зі стрибків з жердиною (1948).
Срібний (1941, 1946) та бронзовий (1947, 1948) призер чемпіонатів США у стрибках з жердиною.
Чемпіон США в приміщенні зі стрибків з жердиною (1947).
Служив військовим льотчиком під час Другої світової та Корейської воєн.